# Johann Bartholomäus Trommsdorff

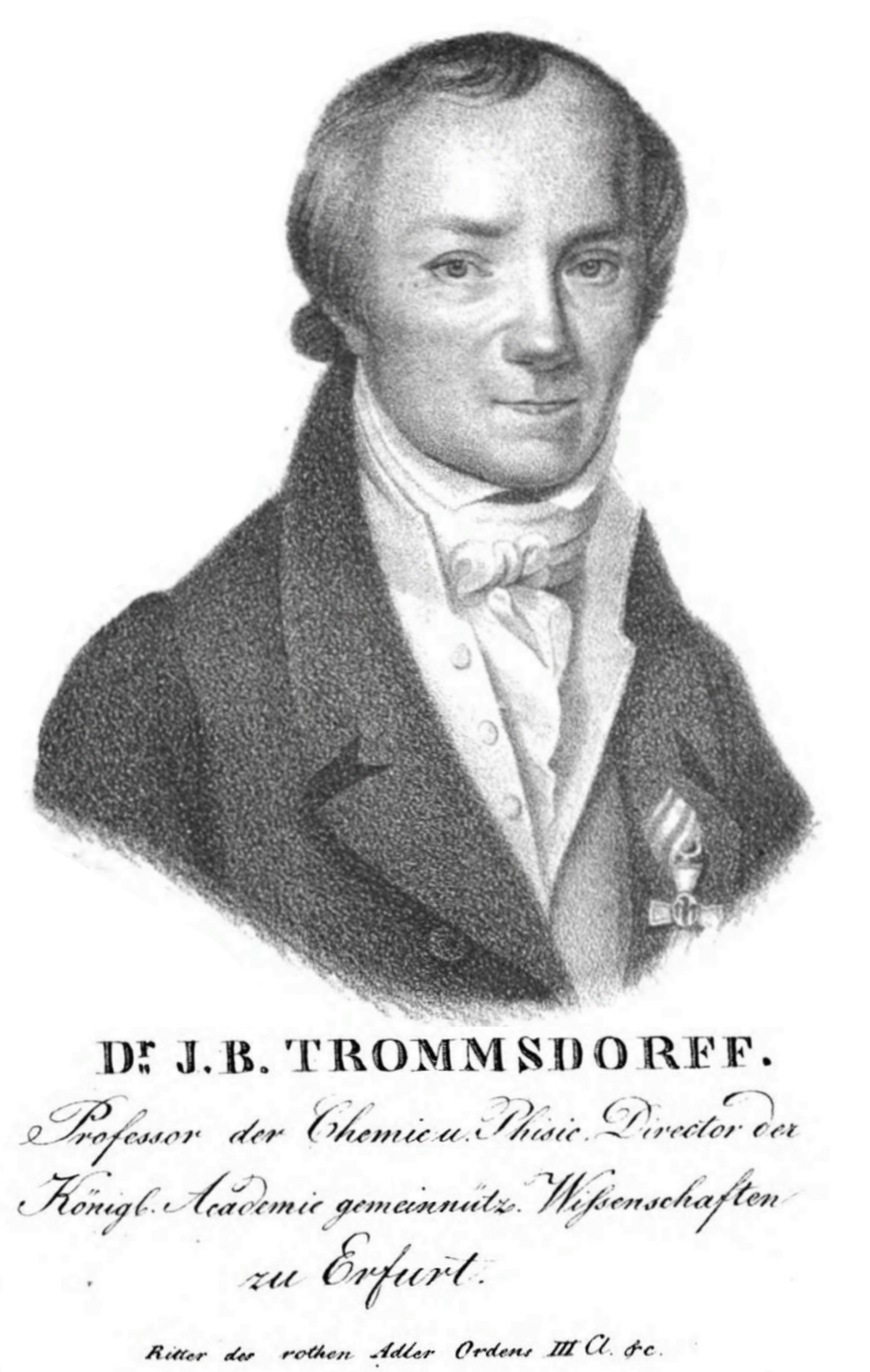
Johann Bartholomäus Trommsdorff

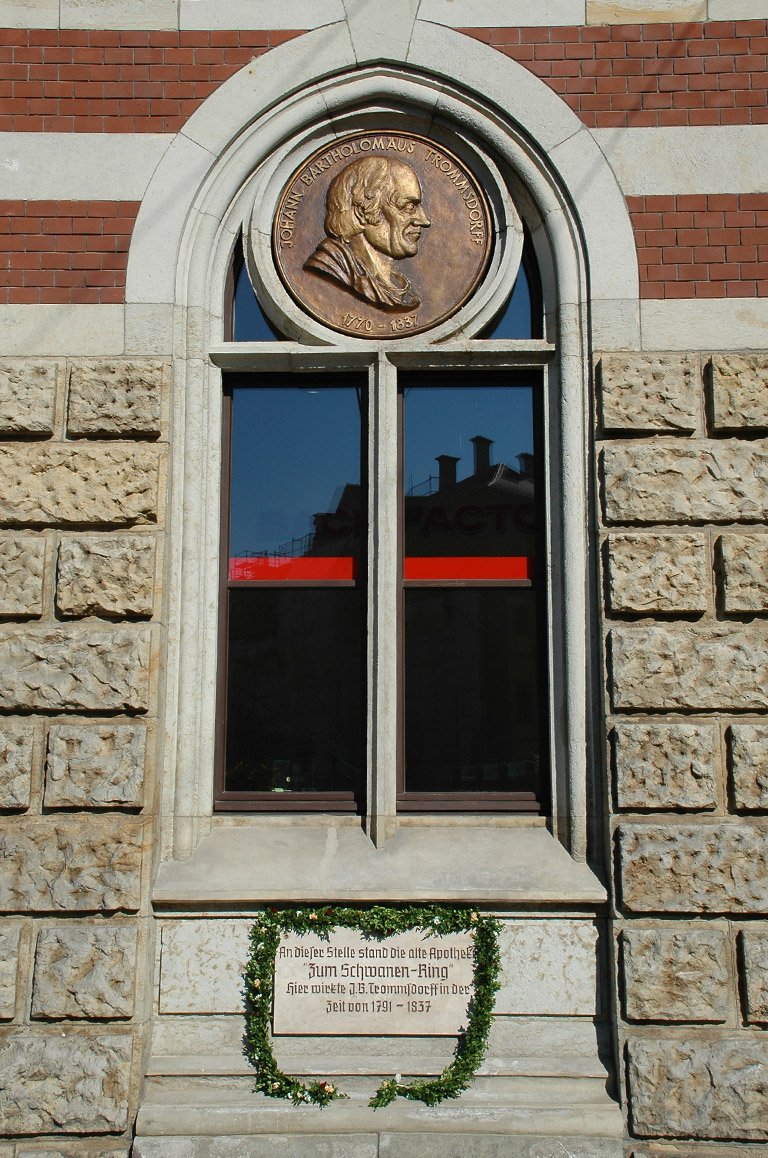
Medaillon zu Ehren von J.B. Trommsdorff an der Hauptpost in Erfurt

Johann Bartholomäus Trommsdorff (* 8. Mai 1770 in Erfurt; † 8. März 1837 ebenda) war einer der bekanntesten Apotheker und Pharmazeuten seiner Zeit.

## Leben
Trommsdorff begann 1784 eine Apothekerlehre bei W. H. Buchholz in Weimar, absolvierte 1788 Lehrjahre in Stettin und Stargard und übernahm 1790 die väterliche Schwanen-Ring-Apotheke am Anger in Erfurt, an der Ecke der heutigen Hauptpost. 1794 wurde er in Erfurt zum Dr. phil. promoviert und übernahm 1795 eine Vorlesungstätigkeit als Professor an der Medizinischen Fakultät Erfurt. 1809 wurde er noch zum Dr. med. promoviert. An der Universität Erfurt hielt er Vorlesungen über Pharmazeutische Chemie, Mineralogie, Geschichte der Chemie, Rezeptierkunst und Allgemeine Chemie.
Auf die Frage Napoléons, den er 1807 in Erfurt traf, wen er für den größten zeitgenössischen Chemiker halte, antwortete er: „Die Chemie hat kein großes Haupt mehr, seit Lavoisier das seinige verloren.“ (Hinrichtung während der Französischen Revolution 1794). Nach diesem als Brüskierung empfundenen Satz beendete Napoléon abrupt das Gespräch. Die Franzosenzeit kostete den Patrioten Trommsdorff sein gesamtes Vermögen, er verlor seinen Sitz im Collegium Medicum und hatte eine Festungshaft zu verbüßen.

## Leistungen
Besondere Verdienste liegen in Trommsdorffs modernem Ausbildungskonzept für Pharmazeuten, dessen Ziel es war, das wissenschaftliche Niveau der praktischen Pharmazie zu heben. 1795 gründete er deshalb die Chemisch-physikalisch-pharmaceutische Pensionsanstalt für Jünglinge, das erste in einer Reihe von pharmazeutischen Instituten in Deutschland, an dem angehende Apotheker in Physik, Chemie und Pharmazie ausgebildet wurden. Damit kann er als Wegbereiter des akademischen pharmazeutischen Studiums bezeichnet werden.
Als er 1828 das Institut aus gesundheitlichen Gründen schloss, hatten es über 300 Schüler erfolgreich absolviert.
Trommsdorff engagierte sich zudem auf vielerlei Art für den Apothekerberuf und die Pharmazie. So war er 1809 Mitbegründer des „Erfurter Apotheker-Kränzchens“; ab 1811 sammelte er zusammen mit seinem Kollegen Christian Friedrich Bucholz (1770–1818) Spenden für ein Unterstützungsinstitut für „kranke, ausgediente Apothekergehilfen“. 1813 gründete er eine chemisch-pharmazeutische Fabrik in Teuditz (heute Tollwitz/Bad Dürrenberg). Die heutige Arzneimittelfabrik Trommsdorff geht eigentlich erst auf seinen Sohn und Apothekennachfolger Hermann Trommsdorff (1811–1884) zurück. Trommsdorff wurde 1822 Direktor der Erfurter Akademie gemeinnütziger Wissenschaften und 1827 Mitbegründer des Erfurter Gewerbevereins und der Gothaer Lebensversicherung.
Er hinterließ ein umfangreiches wissenschaftliches Werk, das 34 eigene Bücher und 512 Zeitschriftenaufsätze umfasst.

## Familie
Trommsdorff war der Sohn des Erfurter Apothekers, Arztes und Professors der Medizin Wilhelm Bernhard Trommsdorff (1738–1782). Zu seinen Nachfahren zählen sein Sohn Hermann Trommsdorff, Gründer einer damals berühmten Chemiefabrik in Erfurt, sein Enkel Johann Friedrich Theodor Müller (Biologe, 1822–1897) und der Ökonom Volker Trommsdorff (* 1943). Seine Tochter Marie Dorothea (Doris) (* 13. April 1798; † 8. Juli 1871) war mit dem Generalsuperintendenten Johann Friedrich Möller verheiratet. Seine Tochter Marthe Caroline (* 17. Oktober 1799) heiratete den Pfarrer Johann Friedrich Müller; ihre Söhne Fritz und Hermann Müller wurden berühmte Biologen. Seine Tochter Sophie Louise (1813–1850) war mit dem sächsischen Chemiker, Unternehmer und Landtagsabgeordneten Friedrich Christian Fikentscher verheiratet.

## Ehrungen
Im September 1795 wurde er zum Mitglied der Deutschen Akademie der Naturforscher Leopoldina mit dem Beinamen „Olympiodorus VI.“ gewählt.

## Schriften und Werke
Trommsdorff war Herausgeber mehrerer Zeitschriften, darunter:
- Neues Journal der Pharmacie für Aerzte, Apotheker und Chemiker (1793), das von 1834 bis 1850 als Beilage in Annalen der Chemie und Pharmacie enthalten war.
- Journal der Pharmacie für Ärzte und Apotheker. Crusius, Leipzig 1794–1817 (Digitalisat)

Weiterhin stammen von ihm eine Anzahl chemischer und pharmazeutischer Fach- und Lehrbücher:
- Kurzes Handbuch der Apothekerkunst: zum Gebrauch für Lernende. Kaffke, Stettin 1790 Digitalisierte Ausgabe der Universitäts- und Landesbibliothek Düsseldorf
- Systematisches Handbuch der Pharmacie für angehende Aerzte und Apotheker , Erfurt 1792
  - 2. Auflage: Doll, Wien 1816 Digitalisierte Ausgabe
- Chemische Receptirkunst oder Taschenbuch für practische Aerzte, welche bey dem Verordnen der Arzneyen Fehler in chemischer und pharmaceutischer Hinsicht vermeiden wollen. Beyer und Maring, Erfurt 1797 Digitalisierte Ausgabe der Universitäts- und Landesbibliothek Düsseldorf
- Chemische Receptirkunst oder Taschenbuch für practische [praktische] Aerzte, welche bey dem Verordnen der Arzneyen Fehler in chemischer und pharmaceutischer Hinsicht vermeiden wollen. Zweite verm. und verb. Ausg., Beyer und Maring, Erfurt 1799 Digitalisierte Ausgabe der Universitäts- und Landesbibliothek Düsseldorf
- Handbuch der pharmaceutischen Waarenkunde: zum Gebrauch für Aerzte, Apotheker und Droguisten. Henning, Erfurt 1799 Digitalisierte Ausgabe der Universitäts- und Landesbibliothek Düsseldorf
- Chemie im Felde der Erfahrung von D. Johann Bartholomä Trommsdorff, Professor der Chemie und Apotheker zu Erfurt, mehrerer gelehrter Gesellschaften Mitglied. Erster Band: Reine Chemie. Erfurt in der Henningschen Buchhandlung, 1800
- Systematisches Handbuch der gesammten Chemie zur Erleichterung des Selbststudiums dieser Wissenschaft. Band 1–5, Erfurt 1800–1803 Digitalisierte Ausgabe der Universitäts- und Landesbibliothek Düsseldorf
- J. B. Trommsdorffs neues praktisches Arzneybuch für Aerzte, Wundärzte und Apotheker. Henning, Erfurt 1801 Digitalisierte Ausgabe
- Lehrbuch der pharmaceutischen Experimentalchemie nach der neuern Theorie. Zum Gebrauch für Ärzte und praktische Apotheker, und als Leitfaden zu Vorlesungen. 2. Auflage. Vollmer, Hamburg 1803, urn:nbn:de:hbz:061:2-26768
  - 3. Auflage. Pichler, Wien 1809, urn:nbn:de:hbz:061:2-25851
- Gartenbuch für Aerzte und Apotheker zum Nutzen und Vergnügen mit 1 Kupfertafel. 2. Ausg., Hennings, Erfurt 1809 Digitalisierte Ausgabe der Universitäts- und Landesbibliothek Düsseldorf
- Neue Pharmacopoe, dem gegenwärtigen Zustande der Arzneikunde und Pharmacologie angemessen. Nebst einem Anhanhe, welcher die französische Militärpharmacopoe enthält. 2., verbesserte Auflage. Henning, Erfurt 1811 Digitalisierte Ausgabe
- Chemische Untersuchung der eisenhaltigen Sauerquelle in Liebenstein. An der Quelle angestellt im Monat August 1812 von D. Joh. Bartholomä Trommsdorff. Als Beylage (ab S. 99) in: Friedrich Mosengeil: Das Bad Liebenstein und seine Umgebungen, 1815 (Textarchiv – Internet Archive)
- Chemisches Probircabinet oder Nachricht von der Bereitung, den Eigenschaften und dem Gebrauche der Reagentien. Henning, Erfurt 1818 (Digitalisat)
- Die Grundsätze der Chemie, mit Berücksichtigung ihrer technischen Anwendung in einer Reihe allgemein faßlicher Vorlesungen entwickelt und durch Versuche erläutert. Für Fabrikanten, Künstler und Gewerbtreibende. Mit 6 Steindruck-Tafeln Keyser, Erfurt 1829 (Digitalisierte Ausgabe)
- Oestreichische Pharmacopöe. 3., verb. Ausg. Henning [u. a.], Erfurt [u. a.] 1821, urn:nbn:de:hbz:061:2-170052